# Lenzbach (Simmerath)
Lenzbach ist ein Naturschutzgebiet in der Gemeinde Simmerath in Nordrhein-Westfalen. Es liegt zwischen Simmerath und Lammersdorf und ist Teil des deutlich größeren FFH-Gebiets DE-5303-302 Kalltal und Nebentäler. Damit gehört es zum europäischen Schutzgebietsnetz Natura 2000. Die Niederung des Lenzbachs ist eine flache Talmulde mit Rasenschmielenbeständen, lokal mit Binsen- und Schlangenknöterichherden und kleinen Quellsümpfen. Am Talrand Reste alter Windschutzhecken. Das Tälchen wird durch eine Panzersperre aus dem Zweiten Weltkrieg in zwei Hälften geteilt. Die einzelnen Betonklötze und -mauern sind dicht mit Moosen und Flechten bewachsen.

## Schutzzweck
Das Bachtal der Kall, in das der Lenzbach mündet, ist eine bedeutende Vernetzungsachse im länderübergreifenden Biotopverbund zwischen Hohem Venn und Rurtal. Die Ausweisung als Naturschutzgebiet dient vorrangig der Erhaltung eines naturnahen Fließgewässerabschnitts sowie der feuchten bis nassen Grünland- und Moorbereiche als Lebensraum für mehrere bedrohte Pflanzen- und Tierarten und der Erhaltung und Entwicklung natürlicher Lebensräume gemäß Anhang I FFH-Richtlinie: Biber, Großes Mausohr, Teichfledermaus, Eisvogel, Braunkehlchen, Blauschillernder Feuerfalter, der europaweit nur in wenigen Gebieten vorkommt, Randring-Perlmuttfalter, Lungen-Enzian, Beinbrech, Fieberklee, Bach-Quellkraut, Pflanzengemeinschaften wie Zwergstrauch-, Ginster-, Wacholderheiden, Magerwiesen und -weiden usw.